# Cedar Grove, New Jersey
Cedar Grove är en kommun i Essex County i delstaten New Jersey, USA.